# Tanysiptera
Tanysiptera là một chi chim trong họ Alcedinidae.